# Карејски типик
Карејски типик је средњовековни спис на пергаменту у облику свитка из XII века и написан је старословенским језиком. Написао га је Свети Сава 1199. године, одмах по оснивању Хиландара, у својој испосници у Кареји, средишту Свете горе.
Типик је најстарији сачувани српски документ, споменик дуговности, језика и књижевности српског народа. Садржи упутства и правила за монашки и испоснички живот. Оригинал типика чува се у ризници манастира Хиландар.

## Историја
Карејски типик представља прилагођени и прерађени превод старијег, вероватно грчког, пустињачког, скитског типика. Скит је нарочити вид монашке испосничке насеобине, настале у хришћанском Египту током IV и V века. „По скитском уставу подвизавају се и Богу моле монаси усамљеници, који своје молитве врше у ћелији, а не у храму, док они монаси који живе заједнички у општежићу, врше своје молитве, заједничка богослужења у цркви по пуном уставу богослужења. За вршење скитске службе није потребан свештеник, и скитска служба је састављена из псалама, молитава и метанија. Из молитава, читања псалтира и поклона скићана развио се од IV столећа облик посебног, усамљеничког, скитског богослужења, скитског устава. За развитак скитских правила много је допринела Света Гора, где је цветало монашко усамљеништво, а где се јавио и овај светогорски скитски Карејски устав св. Саве“
Временом је карејски типик постао образац монашког пустињачког живота Свете горе, али и много шире. Типик одређује ко може да постане усамљеник. Према тексту типика, није било довољно да неки од монаха зажели да се изолује, тј. одвоји од братства, већ је одлуку о томе морало да донесе манастирско братство на основу процене способности кандидата за тако строг монашки подвиг. Живот у испосницама се одвијао у готово непрестаном посту и молитви. Јео се углавном само хлеб и пила вода. Позната је и чињеница да се „ скитски типик одликује тиме што тежњу за усамљеношћу, за правим пустињаштвом, коригује удруживањем двојице или тројице монаха. По том типику, усамљеник се постаје не само по сопственој жељи, него и одлуком читавог манастирског сабора, након процене способности кандидата за тако строг монашки подвиг, који се састоји у скоро непрекидном посту и молитви, мада не и у апсолутној изолацији. Занимљиво је и веома карактеристично да српске испоснице у средњем веку нису биле строге великосхимничке и затвореничке.,, Текст типика је Свети Сава урезао на мермерну плочу изнад улазних врата Карејске испоснице. Оригинал типика са потписом и печатом Светог Саве је чуван у Карејској испосници све до друге половине XIX века, када је пренет у манастир Хиландар, где се и данас налази, под ознаком АС 132/134. Писан је на пергаменту, у облику свитка, укупне дужине 74 цм, састављеног од два слепљена листа. Савин печат на њему је од тамно-зеленог воска, неправилног кружног облика, пречника између 39 и 43мм.